# Jesus of Suburbia
Jesus of Suburbia ist ein Lied der US-amerikanischen Punkrock-Band Green Day. Es wurde als fünfte und letzte Single des Albums American Idiot veröffentlicht. Darüber hinaus ist Jesus of Suburbia auch auf den Livealben Bullet in a Bible und Awesome as Fuck vertreten.
Die Studioversion, welche in fünf Akte unterteilt ist, hat eine Länge von über neun Minuten und ist damit zu lang für die meisten Radiostationen. Für diese Sender wurde eine 6,5-minütige Radioversion geschnitten. Bis zum Juli 2010 wurde die Single 205.000-mal verkauft.

## Hintergrund
“After you write a song like that, it was like, ‘I can’t turn back now.’ You can’t all of a sudden say, ‘I want to write a normal record.’”

„Nachdem du so einen Song geschrieben hast, war es wie ‚Ich kann jetzt nicht zurückkehren.‘ Du kannst nicht auf einmal sagen, ‚Ich will eine normale Platte schreiben.‘“

Jesus of Suburbia wurde von Green Day komponiert, wobei Billie Joe Armstrong den Liedtext schrieb und Rob Cavallo den Song mit der Band produzierte.
Der Song erzählt die Geschichte des sogenannten „Jesus of Suburbia“, des fiktionalen Protagonisten von American Idiot. Sein richtiger Name ist Jimmy, welcher im Musikvideo aufgedeckt wird, als ein Mädchen ihn so nennt und er später „Saint Jimmy“ an eine Toilettenwand schreibt (im späteren Verlauf des Albums erschafft er einen Alter Ego namens Saint Jimmy und glaubt, dass es eine andere Person ist. Er nennt sich immer noch Jesus of Suburbia und wird so auch von Whatsername im Song Letterbomb genannt). Der Name Jesus of Suburbia steht für den Retter der Rebellen im Vorort. Er wohnt in Jingletown, USA und ist der Sohn einer geschiedenen Mutter. Seine jüngeren Jahre verbrachte er mit einer „dauerhaften Diät aus Limonade und Ritalin“, Fernsehgucken, Konsumieren von Drogen und dem Rumhängen vor Supermärkten. Obwohl alles zu Beginn in Ordnung scheint, fühlt sich Jimmy gefangen und gelangweilt in Jingletown und möchte fliehen, wie er in City of the Damned kundtut.
Letztendlich verlässt Jimmy Jingletown, um die Stadt zu erkunden. Seine Erfahrungen in der Stadt tauchen nicht in diesem Song auf, werden jedoch im Verlauf des restlichen Albums dargestellt, besonders in Holiday und Boulevard of Broken Dreams.
Jesus of Suburbia besteht aus fünf Akten:
- I. Jesus of Suburbia (0:00–1:51)
- II. City of the Damned (1:51–3:42)
- III. I Don’t Care (3:42–5:25)
- IV. Dearly Beloved (5:25–6:30)
- V. Tales of Another Broken Home (6:30–9:08)

## Musikvideos
Es existieren zwei Versionen vom Musikvideo zu Jesus of Suburbia, welches von Samuel Bayer gedreht wurde (er führte außerdem Regie bei den ersten vier Videos zu den Singles von American Idiot). Das offizielle Musikvideo wurde am 14. Oktober 2005 im Vereinigten Königreich veröffentlicht und am 25. Oktober 2005 war es zum ersten Mal auf MTV in den Vereinigten Staaten zu sehen. Eine Version ist 12 Minuten lang und beinhaltet eine Handlung und Dialoge. Die andere Version ist 6:30 Minuten lang und besteht nur aus der Musik, ohne zusätzliche erklärende Handlung. Die sechsminütige Version ist im Gegensatz zur zwölfminütigen zensiert.
Die Rolle des St. Jimmy spielt Lou Taylor Pucci. Jimmys Angebetete (Whatsername) wird von Kelli Garner verkörpert. Jimmys Mutter wird von der kanadischen Schauspielerin Deborah Kara Unger gespielt. Ursprünglich sollte Billie Joe Armstrong die Hauptrolle spielen, diese Idee wurde jedoch vor dem Dreh verworfen.
Die Handlung des Videos ist hauptsächlich mit der des Songs identisch. Das Musikvideo ist eine Hommage an den Song 1979 von den The Smashing Pumpkins. Außerdem kam eine Snorricam zum Einsatz, welche für viele Einstellungen in dem Supermarkt und während der Party verantwortlich war.
Der Gitarrist Jason White erscheint kurzfristig während des vierten Akts (Dearly Beloved).

## Anspielungen
In dem Stück sind mehrere musikalische Anspielungen auf Werke anderer Musiker versteckt, darunter
- Moonage Daydream von David Bowie
- Ring of Fire von Johnny Cash
- Summer of ’69 von Bryan Adams

## Rezeption
Das People-Magazin nannte den Song „episch“ und eine „großartig neunminütige Rockoper“. Er wird oft als Green Days bester Song bezeichnet. Von Lesern des Rolling Stone wurde Jesus of Suburbia als bestes Green-Day-Lied gewählt.

## Auszeichnungen für Musikverkäufe
| Land/Region                  | Auszeichnungen für Musikverkäufe (Land/Region, Auszeichnung, Verkäufe) | Verkäufe |
| ---------------------------- | ---------------------------------------------------------------------- | -------- |
| Kanada (MC)                  | Platin                                                                 | 80.000   |
| Vereinigtes Königreich (BPI) | Gold                                                                   | 400.000  |
| Insgesamt                    | 1× Gold · 1× Platin ·                                                  | 480.000  |

Hauptartikel: Green Day/Auszeichnungen für Musikverkäufe